# Forældelse
Forældelse betegner, at noget (en ting eller en metode) med tiden er blevet ubrugeligt eller utidssvarende.
Indenfor juraen betegner forældelse, at en fordring er ophørt som følge alder. Juridisk forældelse kan afbrydes gennem anlæg af retssag eller ved, at fordringens skyldner anerkender fordringen.
En tjeneste kan blive forældet på grund af ny teknik.

## Eksempler på hvornår produkter bliver forældet
- Når et nyt mere funktionel produkt eller teknologi, erstatter et gammelt (fx: telegraf til telefon)
- Når produkter bliver værdiløse på grund af ændringer i andre produkter.
- Når reservedele bliver så dyre at det bliver mere attraktivt at købe en ny vare.
- Når materiale med lav kvalitet forkorter et produkts levetid.
- Når komponentdele ikke længere er tilgængelige til at fremstille et produkt.